# San Juan Sayultepec
San Juan Sayultepec là một đô thị thuộc bang Oaxaca, México. Năm 2005, dân số của đô thị này là 655 người.